# Girardwithius pumilus
Girardwithius pumilus är en spindeldjursart som beskrevs av Jacqueline Heurtault 1994. Girardwithius pumilus ingår i släktet Girardwithius och familjen Withiidae. Inga underarter finns listade i Catalogue of Life.